# Sergej Chlebnikov
Sergej Anatoljevitsj Chlebnikov (Russisch: Серге́й Анато́льевич Хле́бников) (Sortavala, 27 augustus 1955 - Moskou, 12 juni 1999) was een Russisch schaatser. Hij was gespecialiseerd op de sprintafstanden.
Sergej Chlebnikov was een uitstekend schaatser op de sprintafstanden. In 1981 en 1984 werd hij tweede tijdens de wereldkampioenschappen sprint en in 1982 veroverde hij in Alkmaar de wereldtitel.
Hij vertegenwoordigde de Sovjet-Unie twee keer (in 1980 en 1984) op de Olympische Winterspelen. Op de Winterspelen van 1980 in Lake Placid werd hij 15e op de 500 meter en 9e op de 1000 meter. Vier jaar later op de Winterspelen van 1984 in Sarajevo won hij zowel op de 1000 als 1500 meter de zilveren medaille, beide keren achter de Canadees Gaétan Boucher.
Op kerstavond 1982 reed Chlebnikov op de snelle ijsbaan van Medeo met 1.13,16 een nieuw wereldrecord op de 1000 meter. Doordat de wedstrijd niet bij de ISU was aangemeld werd de tijd niet als officieel wereldrecord erkend.
In juni 1999 verdronk Chlebnikov in Moskou. Het lijk werd pas na drie dagen intensief speuren gevonden. Volgens onderzoek zou hij in het koude water kramp hebben gekregen.

## Persoonlijke records
| Afstand    | Tijd    | Datum            | Baan     |
| ---------- | ------- | ---------------- | -------- |
| 500 meter  | 36,93   | 24 december 1982 | Medeo    |
| 1000 meter | 1.13,19 | 23 december 1982 | Medeo    |
| 1500 meter | 1.58,83 | 16 februari 1984 | Sarajevo |
| 3000 meter | 4.33,7  | 22 oktober 1975  | Medeo    |
| 5000 meter | 8.01,87 | 5 januari 1974   | Medeo    |

## Resultaten
| Jaar | Olympische Spelen | WK Sprint |
| ---- | ----------------- | --------- |
| 1979 |                   | 5e        |
| 1980 | 15e 500m 9e 1000m | 4e        |
| 1981 |                   | Zilver    |
| 1982 |                   | Goud      |
| 1983 |                   | 29e       |
| 1984 | 1000m · 1500m     | Zilver    |

### Medaillespiegel
| Kampioenschap     | Goud | Zilver | Brons |
| ----------------- | ---- | ------ | ----- |
| Olympische Spelen | 0    | 2      | 0     |
| WK Sprint         | 1    | 2      | 0     |